# Pottstown (Pennsylvania)
Pottstown ist ein Borough im Montgomery County im Südosten des US-Bundesstaates Pennsylvania. Das U.S. Census Bureau hat bei der Volkszählung 2020 eine Einwohnerzahl von 23.433 ermittelt.
Der Ort, gut 55 km nordwestlich von Philadelphia, wurde 1761 von John Potts auf seinem eigenen Land gegründet.

## Bevölkerung
Gemäß der Volkszählung im Jahre 2010 waren 72,1 % der Einwohner Pottstowns Weiße, 19,5 % Schwarze und der Rest andere sowie Mischlinge. 8,0 % der Bevölkerung gaben zudem an, hispanischer Herkunft zu sein, wobei sich die meisten davon als Weiße und nur ein geringerer Teil als Schwarze (oder andere) sahen.
Im 21. Jahrhundert steigt die Einwohnerzahl Pottstowns wieder leicht an, nachdem sie nach ihrem Hoch Mitte des 20. Jahrhunderts vorübergehend sank.

## Schulen
In Pottstown liegt das elitäre private Internat The Hill School. Es wurde 1851 gegründet und hat etwa 530 Schülerinnen und Schüler. Traditionell wechseln viele Schüler zur Princeton University. Zu den Absolventen gehörten US-Außenminister James Baker und der deutsche Basketballer Hans Brase.

## Persönlichkeiten
- Jakob Albrecht (1759–1808), Bischof
- John R. Brooke (1838–1926), Generalmajor der United States Army
- Al Grey (1925–2000), Jazzposaunist
- Eugene Daub (* 1942), Bildhauer und Medailleur
- Eric Berg (1945–2020), Bildhauer
- Daryl Hall (* 1946), Sänger
- Dan Gottshall (* 1961), Jazzposaunist
- Dante Calabria (* 1973), Basketballspieler
- Jim Mickle (* 1979), Filmregisseur